# Alfabetul brahmi
Alfabetul brahmi este un sistem de scriere folosit în Asia de Sud în jurul secolului al III-lea î.Hr. Din acesta a evoluat scrierea brahmi, folosit și în ziua de azi în Asia de Sud și Sud-Est. A fost folosit atât pentru limbile locale, precum sanscrita, dar și pentru cele aflate în sfera de influență a budismului, precum toharica și turcica veche.